# Hesbaye
La Hesbaye (prononcé [ɛsbɛ] ; Haspengouw en néerlandais, Hèsbaye en dialecte liégeois) est une région naturelle de Belgique s'étendant sur les provinces du Brabant flamand, du Brabant wallon, de Liège, de Limbourg et de Namur.
L'adjectif (gentilé) relatif à la Hesbaye est hesbignon / hesbignonne.

## Étymologie
Le nom Hesbaye (en néerlandais Haspengouw) désignait à l'origine un pagus carolingien (pagus Hasbania). Ce nom est attesté sous les formes suivantes : Hasbania (741), Hasbanium (862), Hasbannium (1064), Hasbano (1216), Hasbaing (1265). On peut supposer que *Haspanium signifie « terre des prairies » (moyen néerlandais hasp « terre dans un méandre, prairie »).

### Situation
Les limites de la Hesbaye sont conventionnelles. Plusieurs auteurs considèrent que celles-ci sont constituées par le Démer au nord, puis par la ligne Hasselt - Lanaken, puis par la Meuse à l'est, et au sud par la Gette et la Grande Gette. Ainsi définie, la Hesbaye a une superficie d'environ 2400 kilomètres carrés, ce qui représente un douzième de la surface de la Belgique.
La région s'étend sur les provinces de Liège, du Limbourg, du Brabant flamand, du Brabant wallon et de Namur. Elle couvre approximativement une surface allant de Tirlemont à la Meuse et de Tongres à Sombreffe. Elle est limitée au sud par le Condroz. On distingue à l'ouest la Hesbaye humide et à l'est la Hesbaye sèche. Celle-ci doit son nom à la rareté de ses cours d'eau, due à son sous-sol de craie, si ce n'est le Geer et ses quelques affluents.
Quelques localités comme Waremme, Hannut, Jodoigne, Éghezée, Tirlemont, Perwez et Tongres appartiennent à cette région.

### Topographie

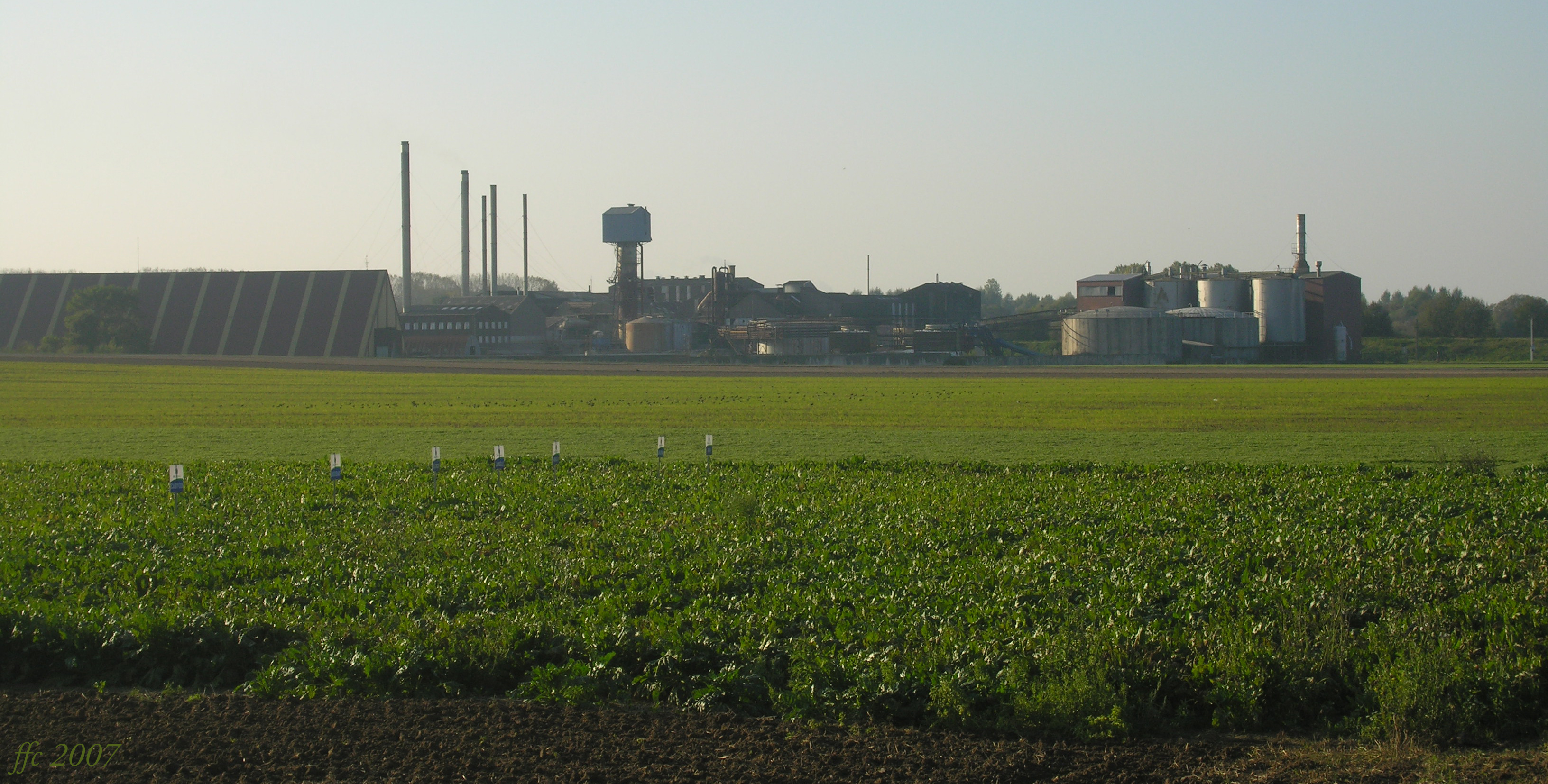
Champ d'essai de betteraves et ancienne sucrerie (démolie en 2013) à Hollogne-sur-Geer.

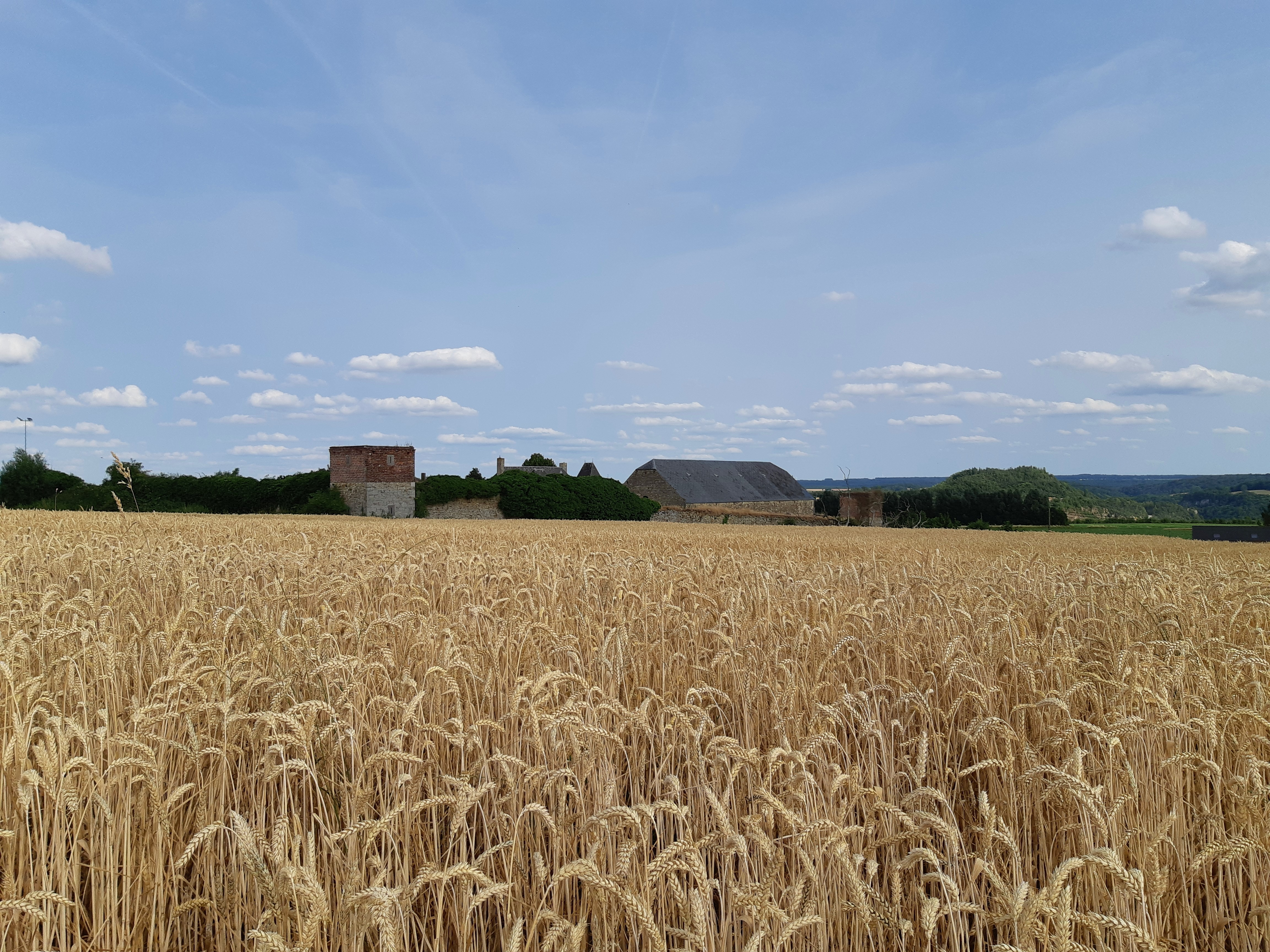
Cultures de céréales typiques de la Hesbaye près de Wartet (Namur)

La Hesbaye est une région naturelle de la Moyenne Belgique, située au nord de la Meuse en région limoneuse (carte des régions agricoles), et dont le relief peu mouvementé en-dehors de quelques vallées s'élève progressivement du nord au sud, culminant à 212 mètres près de Hingeon. Cette région est caractérisée par l'ampleur des horizons découverts, par la faible présence de massif forestier, par la concentration de l'habitat et surtout par l'importance de la couverture limoneuse qui fait la richesse des cultures pratiquées (principalement betteraves sucrières et céréales ; on y a récemment introduit la culture du lin), et lui vaut son surnom poétique de « grenier à blé de la Belgique ». Il s’agit en effet d’une région fortement agricole en raison de la qualité de son sol fertile et limoneux.
Des fermes en carré, quasiment exclusivement en briques rouges, ponctuent le paysage rural du territoire ainsi que des villages dont certains figurent parmi les plus beaux de Wallonie.
De vastes campagnes ouvertes, mollement ondulées par une succession de vallons secs, et parsemées de villages, assurent à la Hesbaye liégeoise le plus bel exemple d'openfield du pays (paysage découvert composé de parcelles non clôturées).

### Géologie
La région repose sur une roche essentiellement calcaire, recouverte d'une importante couche de lœss, un limon éolien d'origine glaciaire. La Hesbaye sèche, à l'est, se distingue de la Hesbaye humide par son sous-sol de craie.

### Hydrographie
La région ne compte que peu de cours d'eau. D'ailleurs, la Hesbaye sèche doit son nom à la rareté de ceux-ci, due à son sous-sol de craie, si ce n'est le Geer et ses quelques affluents comme l'Yerne ou encore la Mehaigne ou la Burdinale. Au nord de la Mehaigne, de nombreux cours d'eau ravinants entaillent le bord du plateau hesbignon, tels le Ruisseau des Awirs, la Légia ou le Rida.

### Climat

Le village de Kerniel et ses vergers.

La Hesbaye bénéficie d'un climat tempéré, caractérisé par une température moyenne annuelle de 9,5 °C, et des moyennes mensuelles variant de 3 °C à 18 °C selon les saisons. Les précipitations, bien réparties sur l'année, atteignent un total annuel d'environ 850 mm. La région connait en moyenne 20 jours de neige par an.

### Communes hesbignonnes
| En province du Brabant flamand - Hoegaarden - Landen - Linter - Tirlemont - Léau | En province du Brabant wallon - Beauvechain - Hélécine - Grez-Doiceau - Incourt - Jodoigne - Orp-Jauche - Perwez - Ramillies - Chastre - Walhain | En province de Hainaut - Fleurus - Les Bons Villers | En province de Liège - Amay - Ans - Awans - Bassenge - Berloz - Braives - Burdinne - Crisnée - Donceel - Faimes - Fexhe-le-Haut-Clocher - Geer - Grâce-Hollogne - Hannut - Héron - Juprelle - Lincent - Oreye - Oupeye - Remicourt - Saint-Georges-sur-Meuse - Verlaine - Villers-le-Bouillet - Wanze - Waremme - Wasseiges | En province de Limbourg - Alken - Bilzen - Looz - Diepenbeek - Gingelom - Heers - Herstappe - Hoeselt - Kortessem - Nieuwerkerken - Riemst - Saint-Trond - Tongres - Wellen | En province de Namur - Éghezée - Fernelmont - Gembloux - La Bruyère - Namur (Belgrade, Flawinne, Bouge, Champion, Marche-les-Dames et St-Servais) - Sombreffe |

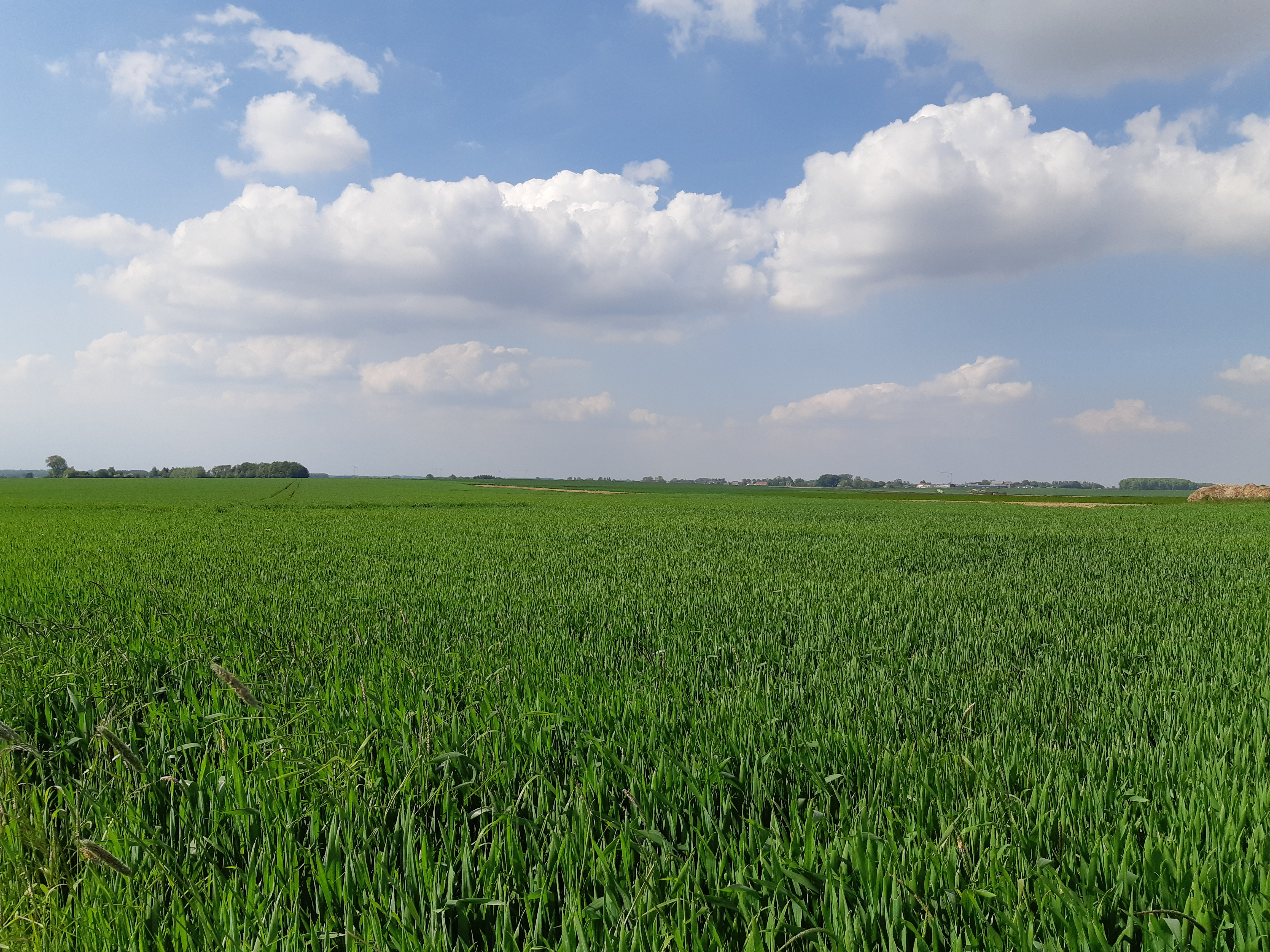
La Hesbaye près de Forville (Fernelmont) au printemps.

## Préhistoire
Cette terre de prairie, au riche potentiel agricole par son sol à base de lœss, est notamment adaptée à la culture céréalière. Elle est précocement mise en valeur dès l'époque néolithique qui débute il y a plus de sept mille ans  La mise en valeur intensive ne commence toutefois que deux mille ans plus tard, avec la présence de nombreuses implantations villageoises maîtrisant l'écoulement des eaux (Civilisation omalienne). Ces lieux de sédentarité se densifient encore à l'âge du bronze et génèrent probablement différentes petites principautés politiques qui sont pérennisées au-delà de leurs temps malgré les divisions plastiques de l'époque celtique (Éburons), belgo-romaine, mérovingienne ou carolingienne.

## Histoire
Le pagus de Hesbaye comprend tout le plateau entre la Dyle et la Meuse ; il est borné au nord par le Démer et une ligne qui remonte vers Maaseik ; au sud-ouest ses limites coïncide avec celles des doyennés de Hanret et de Jodoigne : Marche-les-Dames et Marchovelette sont ses points extrêmes au voisinage de Namur.
Mais dès le IXe siècle, deux comtés, qui ont pour noyaux des pagi de la rive droite de la Meuse, empiéent sur la rive gauche : le Maasgau et le Luihgau. Liège, qui appartient au comté de Luihgau, est cité parfois en Hesbaye ; Maastricht, qui se trouve initialement dans le pagus de Hesbaye, appartient au IXe siècle au comté de Maasgau.
À l'époque du traité de Meerssen (870), le pagus de Hesbaye est  divisé en quatre comtés. De bonne heure ces circonscriptions sont morcelées et profondément transformées, de sorte qu'on ne peut avec certitude indiquer le nom qu'elles portaient.
Au Xe siècle, les Régnier sont maîtres d'une grande partie de la Hesbaye. Régnier Ier et Rodolphe, fils de Régnier II y sont successivement mentionnés. Le comté de Rodolphe semble se situer dans l'est de la Hesbaye. Il s'agit probablement du comté d'Avernas (voir ci-dessous). Rodolphe est dépouillé de ses possessions en 958, en même temps que son frère Régnier III perd le Hainaut.
Aux Xe et XIe siècles, quatre comtés sont mentionnés en Hesbaye :
1. Le comté d'Avernas, qui prit par la suite le nom de comté de Looz ; Avernas (à l'ouest de Waremme) était sans doute le séjour des premiers comtes de cette région ; une autre famille vers le début du XIe siècle a pris pour résidence Looz ;
2. Le Brunengeruz ou comté de Hoegaarden ;
3. Le comté de Louvain, qui embrassait sans doute le pagus de Diest ;
4. Le comté de Haspinga, qui est donné en 1040 par Henri III à l'église Saint-Lambert de Liège[12].

Des influences dissolvantes se sont exercées rapidement sur cet ensemble de comtés ; la plus puissante a été l'action pénétrante et assimilatrice de l'église de Liège qui, désireuse de s'agrandir, a agi de proche en proche et a réussi à se faire octroyer de nombreuses donations, les unes composées de simples alleux qu'elle rattachait à ses immunités ordinaires, les autres embrassant tous les droits régaliens que l'on qualifiait de comitatus ; telles furent les acquisitions du Brunengeruz et du Haspinga.
De petits comtés se sont détachés au cours du XIe et du XIIe siècle. Il s'agit de Duras, Grez, Aarschot.

## Économie

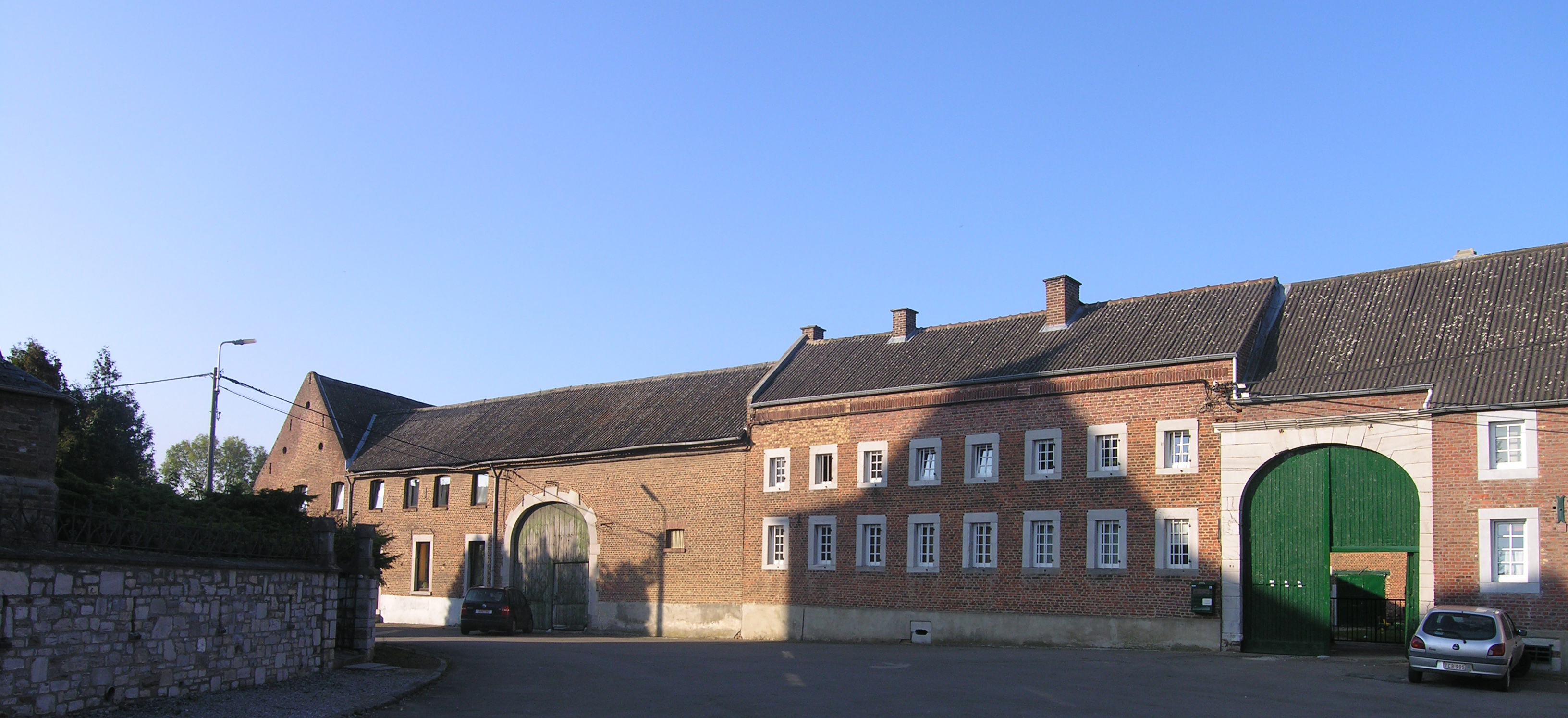
Deux fermes typiques de Hesbaye au village de Limont.

## Personnalités hesbignonnes
- Ambiorix : chef gaulois - Région de Tongres, Ier siècle av. J.-C.
- Christine Aventin : écrivaine - Hermalle-sous-Argenteau, 1971
- Danny Boffin : sportif (football) - Saint-Trond, 1965
- Jean Brankart : sportif (cyclisme) - Momalle, 1930 - 2020
- Frieda Brepoels : femme politique - Mopertingen, 1955
- Robert Cailliau : concepteur du World Wide Web - Tongres, 1947
- William Cliff : poète - Gembloux, 1940
- Kim Clijsters : sportive (tennis) - Bilzen, 1983
- Joseph George: homme politique - Huy, 1954
- Jos Daerden : sportif (football) - 's Herenelderen, 1954
- Jean-François De Sart : sportif (football) - Waremme, 1961
- Barthélémy de Theux de Meylandt : homme politique - Saint-Trond, 1794 - 1874
- Paul Delvaux : peintre - Antheit, 1897 - 1994
- Ermengarde de Hesbaye : épouse du roi Louis Ier le Pieux, 778 - 818
- Léopold Genicot : historien - Forville, 1914 - 1995
- Caroline Gennez : femme politique - Saint-Trond, 1975
- Pierre Hazette : homme politique et écrivain - Marneffe, 1939
- Marcel Hicter : homme politique et écrivain - Haneffe, 1918 - 1979
- Camille Huysmans : homme politique - Bilzen, 1871 - 1968
- Hubert Krains : écrivain - Les Waleffes, 1862 - 1934
- Edmond Leburton : homme politique - Lantremange, 1915 - 1997
- Saint Servais : homme d'église - Région de Tongres, IVe siècle
- Steve Stevaert : homme politique - Rijkhoven, 1954 - 2015
- Hubert Stiernet : écrivain - Waremme, 1863 - 1939
- Saint Trudon : prêtre et missionnaire, fondateur de la ville de Saint-Trond, ca.630 - 698
- Joseph Wauters : homme politique - Rosoux-Crenwick, 1875 - 1929
- Marc Wilmots : sportif (football) - Dongelberg, 1969